# Amanda Strydom
Amanda Strydom (sinh ngày 23 tháng 7 năm 1956) là một ca sĩ và nhạc sĩ người Nam Phi. Mặc dù cô được biết đến nhiều nhất với sự nghiệp ca hát của mình, Strydom cũng đã hoạt động như một nhà viết kịch và nữ diễn viên.

## Tiểu sử

### Cuộc đời
Strydom được sinh ra tại thành phố Port Elizabeth, nơi cô sống và học tập, cô từng học tại trường Trung học Framesby năm 1974. Cô không được đào tạo âm nhạc chuyên nghiệp trong thời thơ ấu của mình và cô không thể đọc được một nốt nhạc nào, nhưng cô là một người tham gia tích cực trong dàn hợp xướng của trường, và cũng đã học kịch tại Nhà hát Thiếu nhi với Mari Mocke và Marlene Pieterse. Strydom đã học đại học tại Đại học Pretoria, nơi cô tốt nghiệp năm 1978 với bằng Cử nhân Nghệ thuật, chuyên ngành kịch.

### Sự nghiệp ban đầu
Năm 1979, cô đã viết bài hát đầu tiên của cô Ek loop die Pad (Tôi đi bộ xuống đường) sau khi cô được kêu gọi làm như vậy bởi bạn bè. Bài hát nhanh chóng tìm thấy khán giả của mình và trở nên phổ biến kể từ đó. Strydom hầu hết hát các bài hát mình viết trong các tiết mục biểu diễn và đĩa hát của cô, nhưng cô cũng hát những bài hát của các nghệ sĩ khác như Koos du Plessis, Stef Bos, José Feliciano, Kris Kristofferson, Holly Cole và George Gershwin. Khi viết những bài hát của riêng mình, Strydom thường chỉ sáng tác lời bài hát, nên cô thường cộng tác với những người khác khi sáng tác nhạc. Trong số các cộng tác viên âm nhạc của cô có Janine Neethling, Didi Kriel, Lize Beekman, Peter McLea, Siegfried Pretsch và Angerie van Wyk.
Cũng vào năm 1979, Strydom bắt đầu làm việc cho Hội đồng Nghệ thuật tỉnh Cape (Capab), nơi cô đóng vai chính trong các vở kịch như Die Wonderwerk (The Miracle) và "Kinkels innie kabel" (Hitches in the Cable). Cùng năm đó, cô cũng bắt đầu hoạt động tự do như một nữ diễn viên, người thuyết trình truyền hình và nhà văn. Năm 1980, cô tham gia với tư cách là một ca sĩ cho chương trình truyền hình Musiek en Liriek, cùng với một nhóm lớn các đồng nghiệp của cô trong ngành công nghiệp âm nhạc Châu Phi. 

### Công việc hiện tại
Sự nghiệp của Strydom không có dấu hiệu suy yếu. Trong những năm gần đây, cô vẫn hoạt động tích cực trong các lễ hội ở Nam Phi, một phần không thể thiếu trong bất kỳ sự nghiệp biểu diễn nào ở quốc gia này. Cô đã hát tại buổi hòa nhạc tại trường Đại học Pretoria trong lễ kỷ niệm trăm năm của trường. The Low Lands cũng thấy cô biểu diễn thường xuyên trên sân khấu, hát tại các địa điểm như Koninklijk Teater Carré vào tháng 9 năm 2008. Một tour diễn khác tại Hà Lan và Bỉ cũng được lên kế hoạch trong năm 2009. Album gần đây nhất của cô là 'n Rugsak vol Robyne được phát hành vào năm 2005 và Kerse teen die donker được phát hành vào năm 2008. Cô cũng đang làm việc trong một dự án mới với Lize Beekman.

## Sản phẩm âm nhạc
- Songs from State of the Heart 1995
- The Incredible Journey of Tinkerbell van Tonder 1995
- Vrou by die Spieël 1996
- 'n Vuur gevang in Glas 1997
- Hotel Royale 1998
- Ek Loop Die Pad, 20 Jaar 2000
- Op 'n Klein Blou Ghoen 2001
- Jazz vir jou en 'n bietjie Blou 2002
- Verspreide Donderbuie/Scattered Thunder 2003
- 'n Rugsak vol Robyne 2005
- Briewe Uit Die Suide 2007
- Kerse Teen Die Donker 2008
- Stroomop 2010